# لاين موراي (ربان)
لاين موراي (بالإنجليزية: Iain Murray)‏ هو ربان ‏ أسترالي، ولد في 14 أبريل 1958 في سيدني في أستراليا.

## وصلات خارجية
- لاين موراي على موقع الاتحاد الدولي للملاحة الشراعية (موقع جديد) (الإنجليزية)
- لاين موراي على موقع الاتحاد الدولي للملاحة الشراعية (موقع قديم) (الإنجليزية)
- لاين موراي على موقع اللجنة الأولمبية الدولية (الإنجليزية)
- لاين موراي على موقع أوليمبيديا (الإنجليزية)
- لاين موراي على موقع اللجنة الأولمبية الأسترالية (الإنجليزية)